# 25 (liczba)
25 (dwadzieścia pięć) – liczba naturalna następująca po 24 i poprzedzająca 26.
Warunek podzielności zapisanej w systemie dziesiętnym liczby przez 25 to, aby była dwiema ostatnimi cyframi były: 00, 25, 50 lub 75.
Liczba 25 jest kwadratem liczby 5. Tym samym wyraża ona pole najmniejszego kwadratu zbudowanego na przeciwprostokątnej trójkąta, którego długości boków są wyrażone liczbami całkowitymi (naturalnymi) w twierdzeniu Pitagorasa.

## 25 w nauce
- liczba atomowa manganu
- obiekt na niebie Messier 25
- galaktyka NGC 25
- planetoida (25) Phocaea

## 25 w kalendarzu
25. dniem w roku jest 25 stycznia. Zobacz też co wydarzyło się w 25 roku n.e.